# Grad Dresden
Dresdenski grad ali kraljeva palača (nemško Dresdner Residenzschloss ali Dresdner Schloss) je ena najstarejših stavb v Dresdnu v Nemčiji. Skoraj 400 let je bila rezidenca volilnih knezov (1547–1806) in kraljev (1806–1918) Saške iz albertinske hiše Wettin ter poljskih kraljev (1697–1763). Znan je po različnih uporabljenih arhitekturnih slogih, od baroka do neorenesanse.
Danes je rezidenčni grad muzejski kompleks, ki vsebuje zgodovinski in novi Grünes Gewölbe, numizmatični kabinet, zbirko grafik, risb in fotografij ter dresdensko orožarno s turško komoro. V njem sta tudi umetniška knjižnica in upravljanje Dresdenske državne umetniške zbirke.

## Zgodovina
Prvotni grad je bil romanska utrdba, zgrajena okoli leta 1200. Hausmannsturm je bil zgrajen v začetku 15. stoletja. Od leta 1468 do 1480 je gradbeni mojster Arnold von Westfalen utrdbo razširil tako, da je postala zaprta štirikrilna konstrukcija. Sredi 16. stoletja so prizidek zgradili v slogu saške renesanse.
Po velikem požaru leta 1701 je Avgust II. Močni obnovil velik del gradu v baročnem slogu. V tem času so v zahodnem traktu nastali zbirni prostori. Srebrna soba, Heraldična soba in Pretiosensaal so bile zgrajene v letih 1723–1726, Kaminzimmer, Juwelenzimmer (Soba draguljev), Soba s slonovino in Bronasta soba pa so bile zgrajene v letih 1727–1729.
800. obletnica rodbine Wettin, vladajoče družine Saške, je med letoma 1889 in 1901 povzročila več prezidav.
Izvedena je bila neorenesančna prenova, ki so ji sledile različne modernizacije, kot sta talno ogrevanje in električne luči leta 1914. Na zunanji strani Stallhofa (Dvorišče s hlevi), ki povezuje grajski kompleks s sosednjim Johanneumom, je umetnik Wilhelm Walther naslikal Knežji sprevod (Fürstenzug). 102 metra dolga freska predstavlja zgodovino Wettinovih. Ker je hitro zbledel, so ga med letoma 1904 in 1907 prenesli na približno 23.000 meissenskih porcelanastih ploščic.
Med bombardiranjem Dresdna 13. februarja 1945 v drugi svetovni vojni je večina gradu ostala brez strehe. Trije prostori Grünes Gewölbe so bili uničeni. Vendar so zbirke preživele, saj so jih v prvih letih vojne preselili na varno v trdnjavo Königstein.
Prvih 15 let po koncu druge svetovne vojne gradu niso poskušali obnoviti, razen leta 1946 so namestili začasno streho. Obnova se je začela v 1960-ih z vgradnjo novih oken in je od takrat potekala hitro. Obnova gradu je v teku, del državnih stanovanj pa bo ponovno odprt septembra 2019.

## Muzeji
Dresdenski grad hrani pet muzejskih oddelkov, zgodovinski Grünes Gewölbe in novi Grünes Gewölbe, numizmatični kabinet, zbirko grafik, risb in fotografij ter dresdensko orožarno s turško komoro in renesančnim krilom.
Dostopna je tudi umetnostna knjižnica (Kunstbibliothek) s približno 260.000 zvezki posebne literature o umetnostni zgodovini. Značaj fundusa je tesno povezan z zbirateljskimi točkami muzejev.

### Zgodovinski in novi Grünes Gewölbe
Grünes Gewölbe (Zeleni trezor) je muzej z največjo zbirko zakladov v Evropi. Ustanovil ga je Avgust II. Močni leta 1723 in ima edinstveno in bogato paleto eksponatov od obdobja baroka do klasicizma. Muzej sestavljata Historisches Grünes Gewölbe (zgodovinski) in Neues Grünes Gewölbe (novi zeleni trezor).
Zgodovinski Grünes Gewölbe je znan po svojih zakladnicah in je sam po sebi baročna umetnina. Novi Grünes Gewölbe je modernejši. Zgodovinski je v pritličju dresdenskega gradu in obiski zahtevajo predhodno rezervacijo; vstop v novega, ki je v drugem nadstropju, ni omejen.

### Numizmatični kabinet
Numizmatični kabinet (Münzkabinett) s skoraj 300.000 deli je eden najstarejših muzejev v Dresdnu, saj sega v zgodnje 16. stoletje. Vsebuje eno največjih univerzalnih zbirk v Evropi. Njegov širok spekter sega od klasične antike do današnjih kovancev. Približno 30.000 saških kovancev in medalj predstavlja različna obdobja v zgodovini Saške. Zbirka vključuje tudi redove in insignije, bankovce in zgodovinske obveznice, modele, pečate, kovne matrice za kovance in medalje ter kovne stroje in opremo.
Razstava prikazuje okoli 3300 izjemnih predmetov v štirih prostorih, ki predstavljajo prerez različnih delov zbirke. Numizmatični kabinet je tudi središče znanstvenih raziskav in ima javno knjižnico s približno 30.000 zvezki.

### Zbirka grafik, risb in fotografij
Zbirka grafik, risb in fotografij (Kupferstich-Kabinett) prikazuje dela priznanih umetnikov iz številnih držav. Obstaja približno 515.000 predmetov več kot 20.000 umetnikov v osmih stoletjih. Hrani risbe in grafike starih mojstrov, kot so Albrecht Dürer, Rembrandt, Michelangelo in Caspar David Friedrich, pa tudi kasnejših umetnikov, kot sta Henri de Toulouse-Lautrec in Pablo Picasso. Grafike Martina Schongauerja in lesorezi Lucasa Cranacha starejšega so prikazani skupaj s fotografskimi deli. Tu je tudi zbirka risb in grafik Käthe Kollwitz.

### Dresdenska orožarna s turško komoro in renesančnim krilom
Dresdenska orožarna (Rüstkammer), ki izvira iz orožja, ki so ga imeli v lasti saški vojvode in volilni knezi, ima eno najdragocenejših zbirk orožja in orožarne na svetu. Razstava obsega okoli 10.000 predmetov, med katerimi so čelade, ščiti, meči, rapirji, bodala, sablje in pazduhe, pištole in puške, jahalna oprema in svečana oblačila.
Turška komora (Türckische Cammer) je ločena zbirka znotraj dresdenske orožarnice, ki se osredotoča na umetnost iz Osmanskega cesarstva. Prikazuje več kot 600 umetniških predmetov Osmanskega cesarstva, zaradi česar je ena najstarejših in najpomembnejših zbirk zunaj Turčije. Med 16. in 19. stoletjem so volilni knezi Saške, ki jih je gnala njihova zbirateljska strast in želja po knežjem prestižu, nabrali bogastvo turquerie.
Renesančno krilo (Renaissanceflügel) predstavlja množico okrašenih predmetov, kostumov in orožja, ki ponujajo edinstven vpogled v svet volilnih knezov Saške v času renesanse.

### Državna stanovanja
Komplet štirih popolnoma obnovljenih suit je bil ponovno odprt septembra 2019, ob 300. obletnici, odkar jih je prvič zgradil Avgust Močni. Poleg tega je bila ponovno odprta Mala plesna dvorana v Georgenbauu, ki prikazuje enega od dodatkov palače iz 19. stoletja.

### Vlom
25. novembra 2019 so zamaskirani vlomilci iz muzeja ukradli poljsko-saške kraljeve dragulje in neprecenljive predmete. Onesposobili so razdelilno omarico in v prostor so lahko vstopili preko preusmeritve. Pobegli avtomobil so kasneje našli v podzemnem parkirišču. Tisk je vlom označil za enega največjih in najpomembnejših po drugi svetovni vojni, vrednost plena pa je bila ocenjena na skoraj 130 milijonov dolarjev.